# Чемпионат России по вольной борьбе 2024
Чемпионат России по вольной борьбе 2024 года изначально планировался провести 23-28 апреля в Москве. 26 февраля 2024 года стало известно, руководство Федерации спортивной борьбы России решило передвинуть сроки на неделю, тем самым турнир пройдёт с 29 апреля по 5 мая. Москва три раза принимала чемпионат России, в 1993, в 2001, последний раз национальный турнир проводился в столице России в начале июля 2007 года. 13 марта 2024 года стало известно, что соревнования пройдут совместно с чемпионатом России по женской борьбе на «Live Арене», что находится в Подмосковном Новоивановском с 30 апреля по 4 мая.

## Участники соревнований
15 марта 2024 года главный тренер сборной Дагестана заявил Гаджи Рашидов, что республику на турнире представят порядка 100 борцов. 22 апреля 2024 года стало известно, что из-за травм Заурбек Сидаков и Артур Найфонов пропустят чемпионат России. Абасгаджи Магомедов впервые попробует себя в «олимпийской» весовой категории до 65 кг, Ахмед Усманов будет бороться в «олимпийском» весе до 86 кг, Заур Угуев с целью сбережения будет бороться в весовой категории до 61 кг.

## Расписание соревнований[10]
| К | Квалификация | У | Утешительные схватки | П | Полуфиналы | Ф | Финалы |

| Вольная борьба (мужчины)    |   |   |   |   |   |   |   |   |   |   |
| весовая категория до 57 кг  |   |   |   |   |   |   | К | П | У | Ф |
| весовая категория до 61 кг  | К | П | У | Ф |   |   |   |   |   |   |
| весовая категория до 65 кг  |   |   |   |   |   |   | К | П | У | Ф |
| весовая категория до 70 кг  |   |   | К | П | У | Ф |   |   |   |   |
| весовая категория до 74 кг  |   |   |   |   |   |   | К | П | У | Ф |
| весовая категория до 79 кг  |   |   | К | П | У | Ф |   |   |   |   |
| весовая категория до 86 кг  |   |   |   |   |   |   | К | П | У | Ф |
| весовая категория до 92 кг  | К | П | У | Ф |   |   |   |   |   |   |
| весовая категория до 97 кг  |   |   |   |   |   |   | К | П | У | Ф |
| весовая категория до 125 кг |   |   |   |   |   |   | К | П | У | Ф |

## Медалисты[11]
| Категория | Золото                                                 | Серебро                                | Бронза                                                                        |
| --------- | ------------------------------------------------------ | -------------------------------------- | ----------------------------------------------------------------------------- |
| До 57 кг  | Ахмед Идрисов · Дагестан                               | Лев Павлов · Якутия                    | Муслим Мехтиханов · Дагестан Рамиз Гамзатов · Ставропольский край             |
| До 61 кг  | Заур Угуев · Дагестан                                  | Башир Магомедов · Дагестан             | Виктор Яковлев · Якутия Артём Гобаев · Москва                                 |
| До 65 кг  | Шамиль Мамедов · Москва                                | Абасгаджи Магомедов · Дагестан         | Загир Шахиев · Дагестан Ибрагим Ибрагимов · Дагестан                          |
| До 70 кг  | Иналбек Шериев · Московская область                    | Курбан Шираев · Дагестан               | Магомед-Эми Эльтемиров · Чечня Турпал-Али Хатуев · Чечня                      |
| До 74 кг  | Анзор Закуев · Крым                                    | Магома Дибиргаджиев · Дагестан         | Камиль Абдулвагабов · Дагестан Имам Ганишов · Дагестан                        |
| До 79 кг  | Магомед Магомаев · Дагестан                            | Гаджимурад Алихмаев · Брянская область | Ахмед Манилов · Калининградская область Халид Яхиев · Чечня                   |
| До 86 кг  | Ибрагим Кадиев · Дагестан                              | Малик Шаваев · Кабардино-Балкария      | Ахмед Усманов · Дагестан Магомед Ханиев · Дагестан                            |
| До 92 кг  | Алан Багаев · Ханты-Мансийский автономный округ — Югра | Асхаб Саадуллаев · Дагестан            | Константин Пшеничников · Кемеровская область Гаджимагомед Нажмудинов · Москва |
| До 97 кг  | Абдулрашид Садулаев · Дагестан                         | Алихан Жабраилов · Дагестан            | Игорь Овсянников · Красноярский край Бады-Маадыр Самдан · Тыва                |
| До 125 кг | Абдулла Курбанов · Краснодарский край                  | Шамиль Мусаев · Дагестан               | Артём Пуховский · Краснодарский край Зелимхан Хизриев · Санкт-Петербург       |